# Halichoeres bathyphilus
Halichoeres bathyphilus es una especie de peces de la familia Labridae en el orden de los Perciformes.

## Morfología
Los machos pueden llegar alcanzar los 23 cm de longitud total.

## Distribución geográfica
Se encuentra desde Carolina del Norte, Bermuda y el noreste del golfo de México hasta Yucatán (México). También en la isla Margarita (Venezuela) y Brasil.